# Griechisches Alphabet

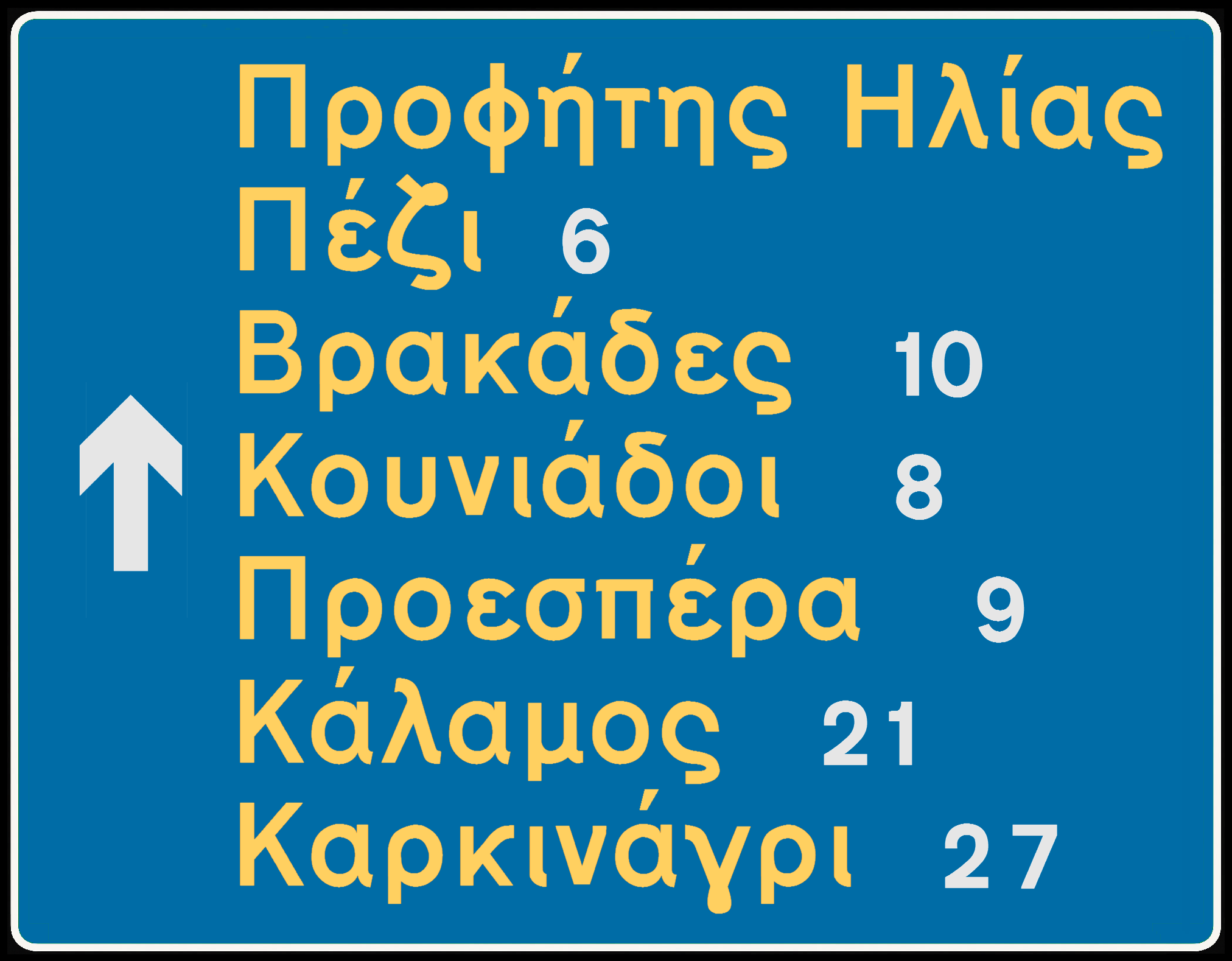
Wegweiser in griechischer Schrift auf Ikaria. Schriftart: Transport. Nachzeichnung eines Fotos.

Das griechische Alphabet (altgriechisch ἑλληνικὸς ἀλφάβητος hellēnikòs alphábētos; neugriechisch ελληνικό αλφάβητο ellinikó alfávito, auch ελληνική αλφαβήτα ellinikí alfavíta) ist die Schrift, in der die griechische Sprache seit dem 9. Jahrhundert v. Chr. geschrieben wird. Das griechische Alphabet umfasst heute 24 Buchstaben, die ebenso wie im lateinischen Alphabet als Majuskeln (Großbuchstaben) und Minuskeln (Kleinbuchstaben) vorkommen.
Die griechische Schrift ist eine Weiterentwicklung der phönizischen Schrift und war die erste Alphabetschrift im engeren Sinne. Vom griechischen Alphabet stammen unter anderem das lateinische, kyrillische und koptische Alphabet ab (siehe Ableitung der lateinischen und kyrillischen aus griechischen Buchstaben).

## Buchstaben

### Klassische Buchstaben
| Buchstabe | Var. 1)       | Name 2) (altgriech. Schreibung)         | Altgriech. Transkription | Altgriech. Aussprache 3) | Neugriech. Name (neugriech. Schreibung) | Neugriech. Transkription 4)                    | Neugriech. Aussprache 5)                |
| --------- | ------------- | --------------------------------------- | ------------------------ | ------------------------ | --------------------------------------- | ---------------------------------------------- | --------------------------------------- |
| Α, α      |               | Alpha (ἄλφα)                            | a                        | [a], [aː]                | álfa (άλφα)                             | a (αι = e)                                     | [a] ([ɛ])                               |
| Β, β      | ϐ             | Beta (βῆτα)                             | b                        | [b]                      | víta (βήτα)                             | v                                              | [v]                                     |
| Γ, γ      |               | Gamma (γάμμα)                           | g                        | [g]                      | gám(m)a (γάμ[μ]α)                       | g (γγ = ng, γκ = ⟨n⟩g 6), γχ = nch, γξ = nx)   | [ɣ] ([ŋ]), vor E- und I-Lauten [ʝ]      |
| Δ, δ      |               | Delta (δέλτα)                           | d                        | [d]                      | délta (δέλτα)                           | d                                              | [ð]                                     |
| Ε, ε      | ϵ             | Epsilon (ἒ ψιλόν), ursprünglich Ei (εἶ) | e                        | [e] (ει = [eː])          | épsilon (έψιλον)                        | e (ει = i)                                     | [ɛ] ([i])                               |
| Ζ, ζ      |               | Zeta (ζῆτα)                             | z                        | [zd], [dz]               | zíta (ζήτα)                             | z                                              | [z]                                     |
| Η, η      |               | Eta (ἦτα)                               | ē                        | [ɛː]                     | íta (ήτα)                               | i                                              | [i]                                     |
| Θ, θ      | ϑ             | Theta (θῆτα)                            | th                       | [tʰ]                     | thíta (θήτα)                            | th                                             | [θ]                                     |
| Ι, ι      |               | Iota (ἰῶτα)                             | i                        | [i], [iː]                | ióta (ιώτα)                             | i (αι = e)                                     | [i], [j] ([ɛ])                          |
| Κ, κ      | ϰ             | Kappa (κάππα)                           | k                        | [k]                      | káp(p)a (κάπ[π]α)                       | k (γκ = ⟨n⟩g 6))                               | [k], [c], [ɟ] ([ɡ], [ŋ])                |
| Λ, λ      |               | Lambda (λάμβδα)                         | l                        | [l]                      | lámda (λάμδα)                           | l                                              | [l]                                     |
| Μ, μ      |               | My (μῦ)                                 | m                        | [m]                      | mi (μι)                                 | m (μπ = ⟨m⟩b 7), μψ = ⟨m⟩bz 7))                | [m] ([⟨m⟩b], [⟨m⟩bz]), vor β und φ: [ɱ] |
| Ν, ν      |               | Ny (νῦ)                                 | n                        | [n]                      | ni (νι)                                 | n (ντ = ⟨n⟩d 7))                               | [n] ([⟨n⟩d])                            |
| Ξ, ξ      |               | Xi (ξῖ)                                 | x                        | [ks]                     | xi (ξι)                                 | x                                              | [ks], [gz]                              |
| Ο, ο      |               | Omikron (), ursprünglich Ou (οὖ)        | o (ου = ou)              | [o] ([u])                | ómikron ()                              | o (οι = i, ου = ou)                            | [ɔ] ([i], [u])                          |
| Π, π      | ϖ             | Pi (πῖ)                                 | p                        | [p]                      | pi (πι)                                 | p (μπ = ⟨m⟩b 7))                               | [p] ([⟨m⟩b])                            |
| Ρ, ρ      | ϱ             | Rho (ῥῶ)                                | r(h)                     | [r], [rʰ]                | ro (ρω)                                 | r                                              | [r]                                     |
| Σ, σ      | ς, 8) Ϲ, ϲ 9) | Sigma (σῖγμα)                           | s                        | [s], [z]                 | sígma (σίγμα)                           | s                                              | [s]                                     |
| Τ, τ      |               | Tau (ταῦ)                               | t                        | [t]                      | taf (ταυ)                               | t (ντ = ⟨n⟩d 7))                               | [t] ([⟨n⟩d])                            |
| Υ, υ      | ϒ             | Ypsilon (ὖ ψιλόν)                       | y (bei αυ, ευ, ου: u)    | [y], [yː]                | ýpsilon (ύψιλον)                        | y (ου = ou, sonst nach Vokal v oder f; υι = i) | [i] ([u], [v], [f])                     |
| Φ, φ      | ϕ             | Phi (φῖ)                                | ph                       | [pʰ]                     | fi (φι)                                 | f                                              | [f]                                     |
| Χ, χ      |               | Chi (χῖ), ursprünglich Chei (χεῖ)       | ch                       | [kʰ]                     | chi (χι)                                | ch                                             | [x], [ç]                                |
| Ψ, ψ      |               | Psi (ψῖ)                                | ps                       | [ps]                     | psi (ψι)                                | ps (μψ = ⟨m⟩bz 7))                             | [ps], [bz] ([⟨m⟩bz])                    |
| Ω, ω      | Ѡ, ѡ 10)      | Omega (ὦ μέγα)                          | ō                        | [ɔː]                     | oméga (ωμέγα)                           | o                                              | [ɔ]                                     |

### Nichtklassische Buchstaben
| Buchstabe | Var. 1) | Name 2)       | Transkription | Aussprache 3) | Erläuterung                                                      |
| --------- | ------- | ------------- | ------------- | ------------- | ---------------------------------------------------------------- |
| Ϝ, ϝ      | Ͷ, ͷ    | Digamma (Wau) | w             | [w]           | Archaischer Buchstabe und später Zahlzeichen für 6               |
| Ϛ, ϛ      |         | Stigma        | st            | [st]          | Mittelalterliche Ligatur für στ und als Zahlzeichen Ersatz für Ϝ |
| Ͱ, ͱ      |         | Heta          | h             | [h]           | Historisches Derivat von Eta als Konsonant                       |
| Ϳ, ϳ      |         | Jot           | j             | [j]           | Dem lateinischen Alphabet entnommener arvanitischer Buchstabe    |
| Ϻ, ϻ      |         | San           | s             | [s]           | Archaischer Buchstabe, alternativ zu Sigma                       |
| Ϙ, ϙ      | Ϟ, ϟ    | Koppa         | q             | [k]           | Archaischer Buchstabe und später Zahlzeichen für 90              |
| Ͳ, ͳ      | Ϡ, ϡ    | Sampi         | ss            | [s:]          | Ionischer Buchstabe, später Zahlzeichen für 900                  |
| Ϸ, ϸ      |         | Scho          | sch           | [ʃ]           | Baktrischer Buchstabe                                            |

Anmerkungen:
  

### Namen der Buchstaben
Die Bezeichnungen der Buchstaben haben im Griechischen keine Bedeutung. Sie wurden größtenteils aus dem Phönizischen übernommen. Dort bezeichnen die Buchstabennamen Begriffe, denen nach dem akrophonischen Prinzip ein Lautwert zugeordnet wurde. Beispielsweise bedeutet aleph „Ochse“ und beth „Haus“.
Die Namen einiger Vokale gehen auf die byzantinische Zeit zurück. Ihre Bezeichnungen in klassischer Zeit unterschieden sich teils, z. B. wurden die Buchstaben Omikron und Omega schlicht οὖ [⁠oː⁠] und ὦ [⁠ɔː⁠] genannt. Erst als die Aussprache der beiden Buchstaben zusammenfiel, erhielten die Buchstabenbezeichnungen die unterscheidenden Zusätze mikrón und méga (Omikron bedeutet „kleines O“, Omega „großes“ bzw. „breites O“). Ähnlich verhält es sich bei den Namen Epsilon („einfaches E“) und Ypsilon („einfaches Y“ oder entsprechend der Aussprache etwa „einfaches Ü“), bei denen psilón zur Unterscheidung von den inzwischen gleichlautenden Buchstabenkombinationen αι und οι angefügt wurde.

### Aussprache
Die antiken und modernen Lautwerte der griechischen Buchstaben unterscheiden sich recht stark, weil die tiefgreifenden lautlichen Veränderungen, die die griechische Sprache in über zweieinhalb Jahrtausenden durchlebte, in der Orthografie nicht mitvollzogen wurden. Daher sind alt- und neugriechische Wörter im Schriftbild oft identisch oder sehr ähnlich, obwohl sich ihre Aussprache unterscheidet.

#### Altgriechisch

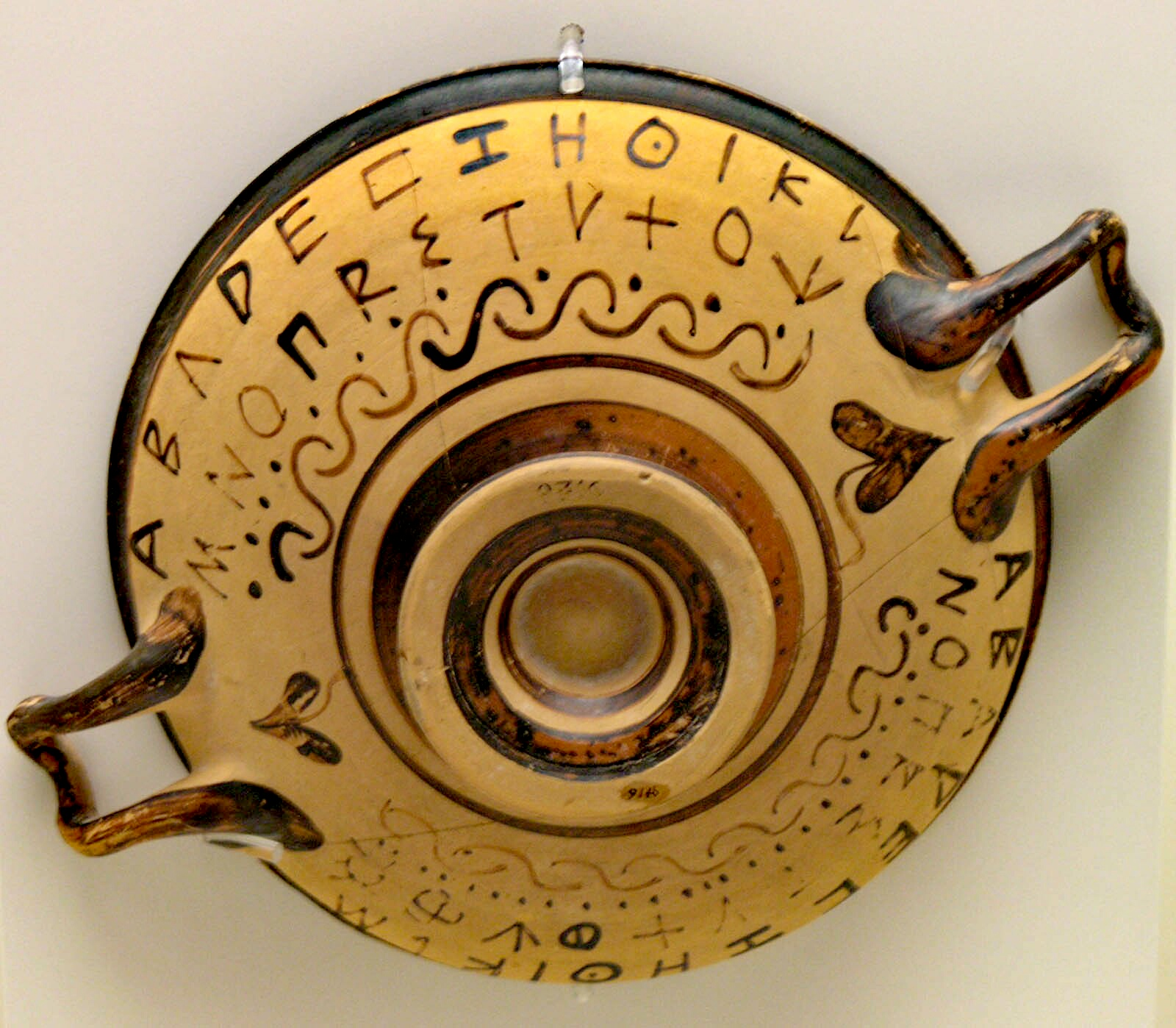
Frühform des griechischen Alphabets. Archäologisches Nationalmuseum, Athen

In der antiken Aussprache des Griechischen war die Laut-Buchstaben-Zuordnung recht eindeutig. Bei der Darstellung der Vokale musste das Altgriechische aber mit sieben Buchstaben für 12 Phoneme auskommen. Alpha, Iota und Ypsilon konnten für lange oder für kurze Laute stehen. Bei den e- und o-Lauten wurde dagegen zwischen Epsilon bzw. Omikron für die Kurzvokale [⁠e⁠], [⁠o⁠] und Eta bzw. Omega für die offenen Langvokale [⁠ɛː⁠], [⁠ɔː⁠] unterschieden. Für die geschlossenen Langvokale [⁠eː⁠] und [⁠oː⁠] verwendete man indes die Digraphen Epsilon-Iota (ει) und Omikron-Ypsilon (ου). Daneben ist zu beachten, dass die Diphthonge Alpha-Ypsilon (αυ) und Epsilon-Ypsilon (ευ) als [au] und [eu] gesprochen wurden.
Die im Schulunterricht westlicher Länder etablierte Aussprache ist länderspezifisch akademisch (z. B. im deutschen Schulsystem für ευ [ɔʏ] sowie für τ und θ unterschiedslos [tʰ]) und weicht in einigen Punkten von der heute nach wissenschaftlichen Kriterien rekonstruierten Aussprache ab. So wurden Theta, Phi und Chi in der Antike als aspirierte Verschlusslaute und nicht als Reibelaute gesprochen. In Griechenland selbst wird heute für alle Texte, auch für altgriechische, die neugriechische Aussprache verwendet. Auch in anderen orthodoxen Ländern ist die dem Neugriechischen nahestehende byzantinische statt der antiken Aussprache Grundlage für die Aussprache griechischer Wörter.

#### Neugriechisch
Im Neugriechischen ist die Orthographie durch den Lautwandel weit weniger phonematisch. Durch den Zusammenfall vieler altgriechischer Vokalphoneme kann z. B. der Laut [i] im Neugriechischen mit ι, η, υ, ει, υι oder οι geschrieben werden. Dadurch ist das Erlernen der griechischen Rechtschreibung auch für Muttersprachler mit Schwierigkeiten verbunden.
Die wichtigste Änderung bei der Aussprache der Konsonanten betrifft die stimmhaften und die aspirierten Verschlusslaute(β, γ, δ, θ, φ, χ) des Altgriechischen, die zu Reibelauten geworden sind. Daneben setzt das Neugriechische in größerem Maße Digraphen ein, z. B. stehen anlautende μπ, γκ und ντ für [b], [ɡ] und [d].
Das Alphabet in neugriechischer Ausspracheⓘ

### Transkription
Für die Transkription altgriechischer Wörter in die lateinische Schrift gibt es eine recht eindeutige Norm (siehe Tabelle oben). Einzig bei der Wiedergabe der Buchstaben η und ω (mit oder ohne Makron), des Digraphen ου (ou oder u) und des einfachen υ (normalerweise y, in Diphthongen u; v. a. im englisch-amerikanischen Sprachraum auch generell als u) gibt es kleinere Unterschiede.
Die Umschrift des Neugriechischen wird nicht einheitlich gehandhabt, eine existierende ISO-Norm konnte sich bislang nicht durchsetzen. Zum Teil orientiert sich die Umschrift an der Aussprache, zum Teil am griechischen Schriftbild.

### Weitere Buchstaben
Einige Zeichen aus dem phönizischen Alphabet existierten in bestimmten älteren Formen des griechischen Alphabets. Durch die Standardisierung des Alphabets wurden sie abgeschafft. Die Buchstaben Digamma, Koppa und Sampi blieben aber als Zahlenzeichen bestehen.
- Das Digamma (δίγαμμα, Ϝ ϝ) ging wie das Ypsilon aus dem phönizischen Waw hervor und bezeichnete ursprünglich den Laut [w] (wie in Englisch water). Als dieser Laut in den meisten Dialekten wegfiel, wurde das Zeichen überflüssig. Die Bezeichnung Digamma („Doppelgamma“) ist jünger und bezieht sich auf die Form, die wie zwei aufeinander gelegte Gammas (Γ) aussieht.
- Das San (Ϻ ϻ) entsprach dem phönizischen Zade. Es stand meistens für [s], wurde aber schon früh durch das Sigma ersetzt. Im arkadisch-kyprischen Dialekt hatte es den Lautwert [ts].
- Das Koppa (κόππα, Ϙ ϙ) entsprach dem phönizischen Qoph, das den semitischen [q]-Laut bezeichnete. Im Griechischen wurde das Koppa anfangs für [k] vor [o] oder [u] verwendet.
- Der Ursprung des Sampi (Ͳ ͳ) ist nicht eindeutig geklärt, es könnte vom San abstammen. Der genaue Lautwert ist nicht sicher erschließbar, Möglichkeiten sind [ss] oder [ks].

Infolge der Übernahme des griechischen Alphabets für andere Sprachen wurden zwei Zeichen ergänzt, deren Lautwert es im Griechischen nicht gab:
- Das Scho (Ϸ ϸ) entstand im 1. Jahrhundert v. Chr. in Baktrien, um den stimmlosen postalveolaren Frikativ (wie in deutsch „Schule“) wiederzugeben.
- Das Jot (Ϳ ϳ) wurde im 19. Jahrhundert n. Chr. aus dem lateinischen Alphabet unter dem aus dem Deutschen entlehnten Namen „Jot“ (in identischer Aussprache, griechische Schreibung γιοτ giot) zur Darstellung innerhalb griechischer Wörter im wissenschaftlichen Kontext übernommen, um vor allem in protogriechischen und frühaltgriechischen Texten das Phonem /j/ in Abgrenzung zum vokalischen /i/ wiedergeben zu können. Zusätzlich wurde das Zeichen, ebenfalls im 19. Jahrhundert, in die Schrift des Arvanitischen übernommen.[4] Im Unicodeblock Griechisch und Koptisch wurden diesem Buchstaben die Positionen U+037F (Großbuchstabe Ϳ) und U+03F3 (Kleinbuchstabe ϳ) zugewiesen.

### Ligaturen

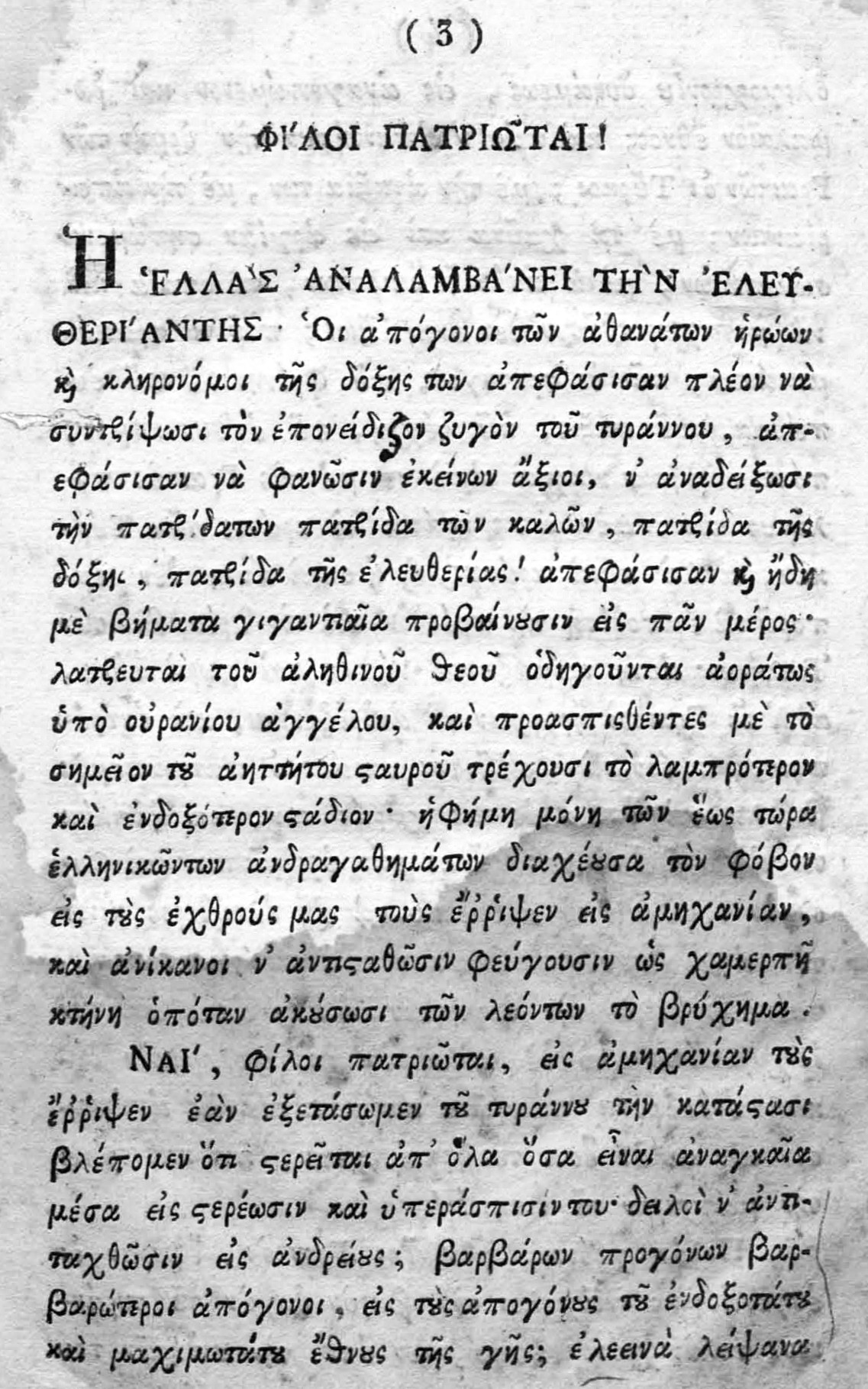
Text von 1821 (Konstantinos Nikolopoulos) mit den genannten drei Ligaturen

Des Weiteren gibt es Ligaturen aus byzantinischer Zeit. Diese wurden in der Minuskel-Handschrift entwickelt, und im frühen Buchdruck wurden einige von ihnen weiterverwendet. Heute sind jedoch nur noch drei von ihnen gebräuchlich:
- das Stigma (Ϛ ϛ), zusammengesetzt aus Sigma und Tau
- die Verbindung aus Omikron und Ypsilon als Ersatz für die häufig benötigte Vokalverbindung „ου“ mit dem Lautwert /u/ (Ȣ ȣ, in moderner Typografie auch Ʊ ʊ)
- die Ligatur für „και ke“ (Ϗ ϗ), deutsch „und“, gebräuchlich analog zum „Kaufmanns-Und“ (&).

Beispiele für byzantinische handschriftliche Ligaturen
-εῖ- (-ei-)
-γερ- (-ger-)
καὶ (kai)
-μω- (-mō-)
-ος (-os)
οὖν (oûn)
φησὶ (phēsi)

## Diakritische Zeichen

### Spiritus und Akzente

Beispiel für die Glyphe für am Beispiel ἭΡΑ (Hera)

Als der Buchstabe H, der ursprünglich für [h] stand, den Lautwert [[⁠ɛː⁠]] erhielt, entwickelte man durch Halbierung des H das Zeichen Ͱ (Heta), um weiterhin den [h]-Laut wiedergeben zu können. Später entwickelte sich daraus der Spiritus asper, ein diakritisches Zeichen, das wie ein hochgestelltes kleines c aussieht und über dem anlautenden Vokal steht. In Analogie zum Spiritus asper wurde später der Spiritus lenis, der die Form eines spiegelverkehrten Spiritus asper hat, für einen vokalischen Anlaut ohne [h] entwickelt.
Beispiele:
- Spiritus asper (῾): ὕδωρ hydōr („Wasser“), ῥυθμός rhythmos („Rhythmus“), Ἕλλας Hellas („Griechenland“)
- Spiritus lenis (᾽): ἐγώ egō („ich“), Ἔρως Erōs („Liebe“)

Das Altgriechische verfügte über einen musikalischen Akzent mit drei verschiedenen Tönen. Diese können bedeutungsunterscheidend sein, z. B. bedeutet pan mit steigend-fallendem Ton „alles“, während dasselbe Wort im steigenden Ton der Name des Gottes Pan ist. Der musikalische Akzent wandelte sich schon in hellenistischer Zeit zu einem dynamischen Akzent, wie er im Deutschen und den meisten anderen europäischen Sprachen vorkommt. Um die antiken Texte weiterhin korrekt aussprechen zu können, entwickelte man drei Zeichen als Bezeichnung der Töne:
- der Akut, griechisch Oxeia, (´) für den Hochton, Beispiel: Διοτίμα Diotíma
- der Gravis, griechisch Bareia, (`) für den Tiefton, Beispiel: καὶ αὐτὸς τιμῶ kaì autòs timô („auch ich selbst ehre“)
- der Zirkumflex, griechisch Perispomenē, (῀) für den Steig- und Fallton, Beispiel: Φαῖδρος Phaîdros

Im modernen Griechisch (das keinen h-Laut mehr hat und auch keine Töne mehr kennt) wurden diese Akzente und Spiritus 1982 abgeschafft. Die Akzente wurden durch ein einziges Zeichen, den Tonos (τόνος) ersetzt, der heute in mehrsilbigen Wörtern die betonte Silbe kennzeichnet. Dieses vereinfachte System wird „monotonisch“ (μονοτονικό monotoniko) genannt; hin und wieder wird jedoch noch das alte, „polytonische“ Akzentsystem (πολυτονικό polytoniko) inklusive Spiritus verwendet – sowohl in literarischen Produktionen als auch in privaten Alltagstexten.

### Weitere diakritische Zeichen
Das Trema (¨) zeigt im Altgriechischen an, dass zwei Vokale keinen Diphthong bilden, sondern in zwei Silben gesprochen werden. So wird Ἀτρεΐδης („Atride, Sohn des Atreus“) viersilbig als Atre-idēs gesprochen. Im Neugriechischen kennzeichnet das Trema die getrennte Aussprache eines der Digraphen (οϊ, οϋ, αϊ, εϊ), z. B. das „Boot“ καΐκι, sprich [ka'iki], wäre ohne Trema [kɛki].
In den Langdiphthongen ēi, ōi und āi verstummte das i bereits früh. Ab dem 12. Jahrhundert wurde es als Iota subscriptum („untergeschriebenes Iota“) unter den vorangehenden Vokal gesetzt, Beispiel: τῇ statt τηῖ (tē „der“, Dativ des bestimmten femininen Artikels). Bei Großbuchstaben wird das Iota meist als Iota adscriptum („dazugeschriebenes Iota“) neben den vorangehenden Vokal gesetzt, Beispiel: Ἅιδης, sprich Hādēs („Hades, Unterwelt“). Im Neugriechischen wurde das Iota subscriptum im Zuge der Reform von 1982 abgeschafft.

## Satzzeichen
Im Neugriechischen und in modernen Drucken altgriechischer Texte werden die gleichen Satzzeichenformen wie in lateinschriftlichen Texten verwendet, mit zwei Ausnahmen:
- Das griechische Fragezeichen ; (ερωτηματικό erotimatiko, Unicode U+037E greek question mark) ähnelt einem lateinschriftlichen Semikolon.
- Statt eines Semikolons, in altgriechischen Texten auch statt eines Doppelpunktes, wird der Hochpunkt · (άνω τελεία áno telía, Unicode U+0387 greek ano teleia) verwendet, auch Kolon genannt.

## Zahlzeichen
Die altgriechischen Buchstaben sind zugleich Zahlzeichen. Es gab zwei Zählweisen, die thesische und die milesische, wohl von Milet abgeleitet. Der Gebrauch beider Zählweisen ist schon in der Ilias belegt.
Die thesische Zählweise weist den Buchstaben Alpha bis Omega je nach ihrem Standort im Alphabet die dazugehörige Ordnungszahl als Wert zu. Alpha hat den Wert eins und Omega den von vierundzwanzig. Nach dieser Zählweise sind die Gesänge Homers nummeriert.
Die milesische Zählweise ist mit geringen Abweichungen aus der im phönizischen benutzten konstruiert. Auch das hebräische Alphabet benutzt diese Technik für die Zahlenwerte. Alpha bis Theta nehmen die Werte eins bis neun an, Iota bis Koppa, nicht mit Kappa zu verwechseln, die zum vorigen parallelen Zehnerwerte, nämlich zehn, zwanzig … bis neunzig, und Rho bis Sampi die entsprechenden Hunderter, so dass Alpha dann wieder auch Tausend bedeuten kann.

## Geschichte

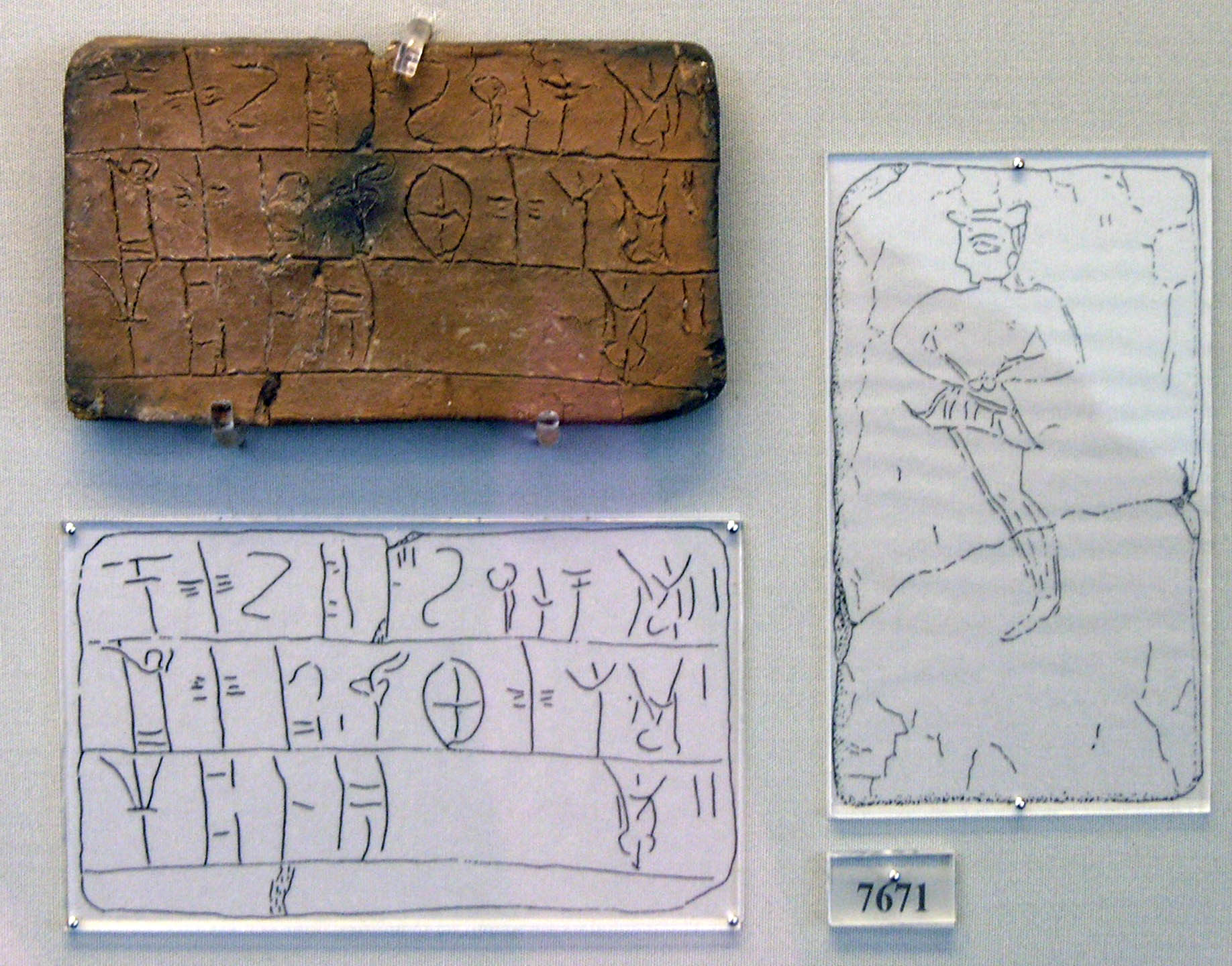
Tontafel mit Linear-B-Inschrift aus Mykene

### Frühere ägäische Schriftsysteme
Schon einige Jahrhunderte vor Entstehung des griechischen Alphabets war die griechische Sprache schriftlich festgehalten worden. Die mykenische Kultur verwendete vom 14. bis 12. Jahrhundert v. Chr. die Silbenschrift Linear-B, die aus der Linear-A-Schrift der Minoer Kretas entwickelt worden war. Nach dem Untergang der mykenischen Kultur geriet sie aber während der sogenannten „dunklen Jahrhunderte“ (12.–9. Jahrhundert v. Chr.) wieder in Vergessenheit. Einzig auf Zypern hielt sich die kyprische Schrift, die den kretisch-minoischen Schriften nahestand. Das griechische Alphabet steht in keiner Verbindung zur Linearschrift B.

### Entstehung
| Phönizische Buchstaben und ihre griechischen Entsprechungen |            |            |            |
| Phönizisch                                                  | Phönizisch | Griechisch | Griechisch |
|                                                             | Aleph      | Α          | Alpha      |
|                                                             | Beth       | Β          | Beta       |
|                                                             | Gimel      | Γ          | Gamma      |
|                                                             | Daleth     | Δ          | Delta      |
|                                                             | He         | Ε          | Epsilon    |
|                                                             | Waw        | Ϝ          | Digamma    |
|                                                             | Zajin      | Ζ          | Zeta       |
|                                                             | Heth       | Η          | Eta        |
|                                                             | Teth       | Θ          | Theta      |
|                                                             | Jodh       | Ι          | Iota       |
|                                                             | Kaph       | Κ          | Kappa      |
|                                                             | Lamed      | Λ          | Lambda     |
|                                                             | Mem        | Μ          | My         |
|                                                             | Nun        | Ν          | Ny         |
|                                                             | Samech     | Ξ          | Xi         |
|                                                             | Ajin       | Ο          | Omikron    |
|                                                             | Pe         | Π          | Pi         |
|                                                             | Sade       | Ϻ          | San        |
|                                                             | Qoph       | Ϙ          | Koppa      |
|                                                             | Resch      | Ρ          | Rho        |
|                                                             | Schin      | Σ          | Sigma      |
|                                                             | Taw        | Τ          | Tau        |

Das griechische Alphabet stammt von dem phönizischen Alphabet ab. Die genauen Umstände sowie Ort und Zeit der Entstehung sind weitgehend unbekannt. Wahrscheinlich geschah die Übernahme im 9. Jahrhundert v. Chr., auch wenn manche Forscher einen früheren Zeitpunkt annehmen. Als Entstehungsorte werden Euböa, Kreta, Rhodos und Zypern vorgeschlagen. Die ersten überlieferten griechischen Inschriften, auf der Dipylon-Kanne von Athen und dem Nestorbecher von Pithekoussai, stammen aus der zweiten Hälfte des 8. Jahrhunderts v. Chr.
Das phönizische Alphabet war, wie die anderen semitischen Schriften, eine Konsonantenschrift. Im Griechischen spielten aber die Vokale eine weitaus größere Rolle als in den semitischen Sprachen, weshalb für sie auch eigene Buchstaben benötigt wurden. Zu diesem Zweck wurden phönizische Buchstaben, die im Griechischen nicht vorkommende Laute bezeichneten, zu Vokalzeichen umfunktioniert. Es ist unklar, ob es sich bei der Schaffung der Vokalzeichen um eine geplante Innovation oder eine bloße Fehlinterpretation des phönizischen Systems handelte. Aus dem Aleph für den Knacklaut [ʔ] wurde das Alpha für [a], aus dem He für [h] das Epsilon für [e], aus dem Jodh für [j] das Iota für [i] und aus dem Ajin für den speziellen semitischen Kehllaut ʕ das Omikron für [o]. Aus dem phönizischen Waw entwickelten sich im Griechischen zwei Buchstaben: das konsonantische Digamma für [w] und das vokalische Ypsilon für [u] (später [y]). Dadurch war das griechische Alphabet die erste Schrift, die sowohl Konsonanten als auch Vokale durch eigenständige Zeichen darstellte, und somit die erste Alphabetschrift im engeren Sinne. Es ist aber davon auszugehen, dass die Entwicklung der Vokalzeichen in einem einzigen Schritt vonstattenging, da sie schon in den frühesten bekannten griechischen Inschriften vorhanden sind und keinerlei Schriftdenkmäler bekannt sind, in denen Griechisch in einer Konsonantenschrift geschrieben würde.

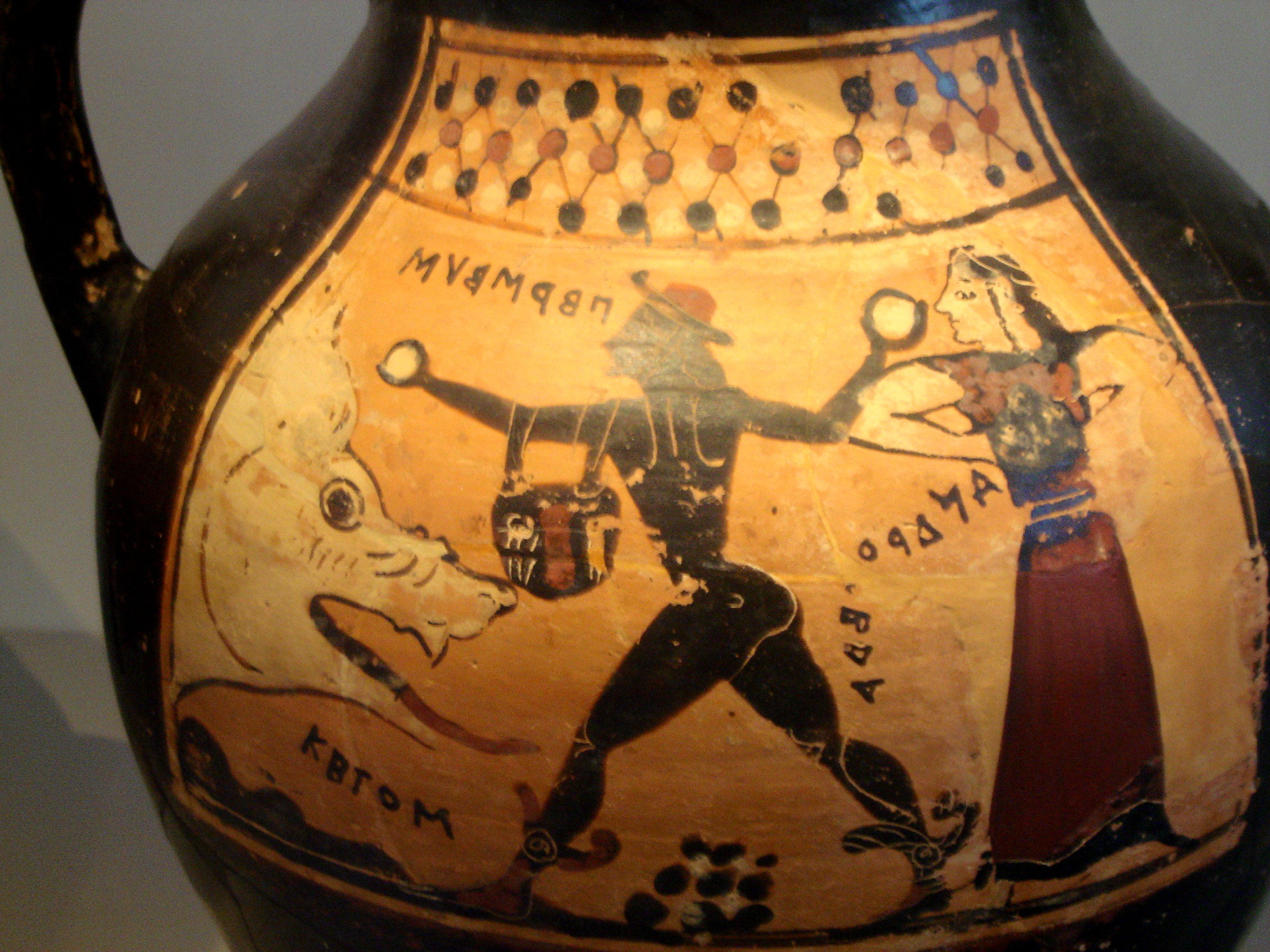
Korinthische Vase mit den Namen Perseus, Andromeda und Ketos in einer Frühform des griechischen Alphabets

Ansonsten entsprachen sich die phönizischen und griechischen Buchstaben weitgehend. Einige Konsonantenzeichen wurden in ihrem Lautwert angepasst: Aus dem phönizischen Tet für das emphatische [tˁ] wurde das griechische Theta (Θ) für das aspirierte [tʰ], aus dem phönizischen Zajin für [z] wurde das Zeta (Ζ), das ursprünglich wahrscheinlich [dz] oder [zd] gesprochen wurde. Im Phönizischen gab es drei verschiedene s-Laute, Samech, Sade und Schin, im Griechischen jedoch nur einen. Daher wurde das Samech zum Xi (Ξ) für [ks] umfunktioniert; aus dem Sade entwickelte sich der griechische Buchstabe San (Ϻ), der aber schon früh zugunsten des aus dem Schin hervorgegangenen Sigma (Σ) aufgegeben wurde. Die phönizische Sprache unterschied zwischen dem Kaph für [k] und dem Qoph für [q]. Im Griechischen wurden daraus die Buchstaben Kappa (Κ) und Koppa (Ϙ), die beide [k] gesprochen wurden. Weil sich zwei Buchstaben für denselben Laut als redundant erwiesen, wurde das Koppa später abgeschafft. Das phönizische Heth, das einen im Griechischen nicht vorkommenden h-ähnlichen Laut bezeichnete, wurde zum griechischen Η, das zunächst Heta genannt wurde und für [h] stand. Erst später wurde es zum Vokalzeichen für [ɛː].
Die Reihenfolge der Buchstaben hatten die Griechen von den Phöniziern übernommen. An das Ende des Alphabets wurden die neuentwickelten Zeichen Υ, Φ, Χ, Ψ und Ω angehängt. Das Ypsilon (Υ) stammte ebenso wie das Digamma von dem phönizischen Waw ab, den Buchstaben Omega (Ω) für [ɔː] bildeten die Griechen aus dem Omikron neu. Genuin griechische Neubildungen ohne Entsprechung im Phönizischen sind Phi (Φ) für [pʰ], Chi (Χ) für [kʰ] und Psi (Ψ) für [ps].

### Epichorische Alphabete

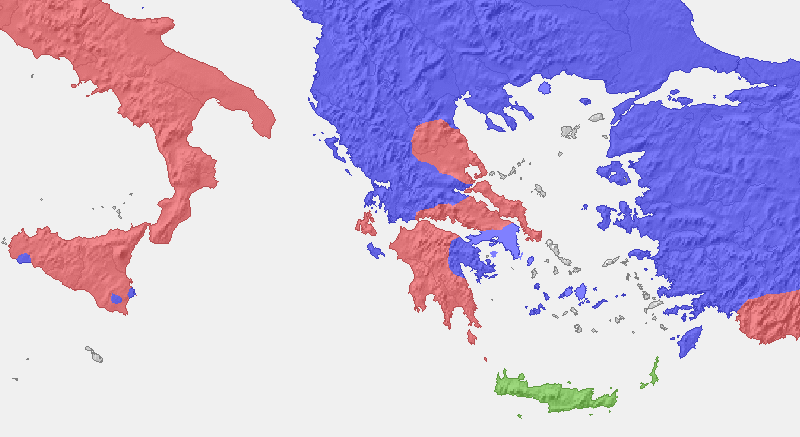
Verbreitung der epichorischen Alphabete nach Kirchhoff (1887), Einfärbung entsprechend seiner Einteilung

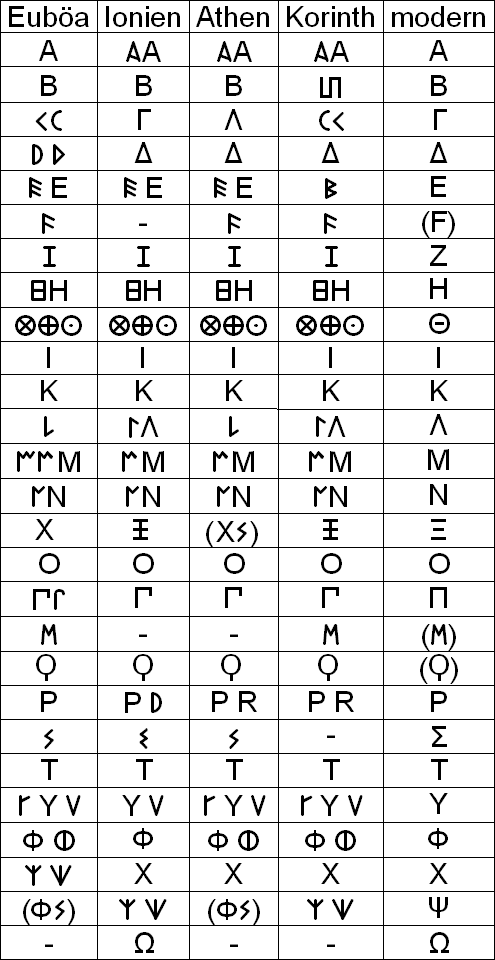
Alphabete von Euböa, Ionien, Athen und Korinth

Ursprünglich war das griechische Alphabet ebenso wie das phönizische linksläufig, das heißt, es wurde von rechts nach links geschrieben. Danach wurde furchenwendig, das heißt, abwechselnd links- und rechtsläufig, geschrieben, erst später setzte sich die rechtsläufige Schreibrichtung durch. Bis ins 9. Jahrhundert n. Chr. gab es nur die heutigen Großbuchstaben, die ohne Wortzwischenräume oder Satzzeichen geschrieben wurden (scriptio continua).
Zunächst war die griechische Schrift keineswegs einheitlich. Es bildeten sich lokale (sogenannte epichorische) Alphabete mit jeweils unterschiedlichen Zeichen. Sie werden nach der Einteilung des Gräzisten Adolf Kirchhoff in drei Hauptgruppen und nach den Farben benannt, die Kirchhoff in seinen Studien zur Geschichte des Griechischen Alphabets von 1887 zu ihrer Markierung verwendete. Das wichtigste Unterscheidungsmerkmal sind die sogenannten Supplement-Zeichen, also die zusätzlich zu der übernommenen phönizischen Schrift neu geschaffenen Zeichen Φ, Χ und Ψ. Bei den „grünen“ Alphabeten auf Kreta fehlen diese Supplement-Zeichen völlig. Die „roten“ Alphabete (auch „westgriechische Alphabete“ genannt), die z. B. auf Euböa und in Lakonien verwendet wurden, haben Φ und Ψ mit den Lautwerten [pʰ] und [kʰ]. Die „blauen“ Alphabete unterteilen sich in zwei Untergruppen. Die „hellblauen“ Varianten in Attika verwenden Φ und Χ für [pʰ] und [kʰ]. Die „dunkelblauen“ Alphabete etwa in Korinth und auf Rhodos haben zusätzlich dazu noch das Zeichen Ψ mit dem Lautwert [ps].

### Standardisierung in der Antike
Ab dem 5. Jahrhundert v. Chr. begann sich die ionische Variante des griechischen Alphabets (meist als ionisches Alphabet oder milesisches Alphabet bezeichnet) auch in anderen Städten durchzusetzen. In Athen wurde 403 v. Chr. unter dem Archonten Eukleides das ionische Alphabet amtlich eingeführt. Das milesische Alphabet besaß einige zusätzliche Buchstaben, gleichzeitig wurden nicht mehr benötigte Buchstaben wie das Digamma abgeschafft. Im alten attischen Alphabet gab es keine Unterscheidung zwischen langen und kurzen e- und o-Lauten, beide wurden mit Epsilon bzw. Omikron geschrieben. Für das lange [ɔː] war im milesischen Alphabet das Omega (Ω) entwickelt worden. Weil im ionischen Dialekt der h-Laut ausgefallen war, hatte man in Milet das Η zum Vokalzeichen für [ɛː] umfunktioniert. In Attika hatte man die Lautfolgen [ks] und [ps] zuvor mit ΧΣ und ΦΣ geschrieben, nun gab es dafür die Buchstaben Xi (Ξ) und Psi (Ψ). Durch die Vormachtstellung Athens wurde das milesische Alphabet zur Standardvariante der griechischen Schrift und verdrängte nach und nach die epichorischen Alphabete.

### Spätantike und Mittelalter

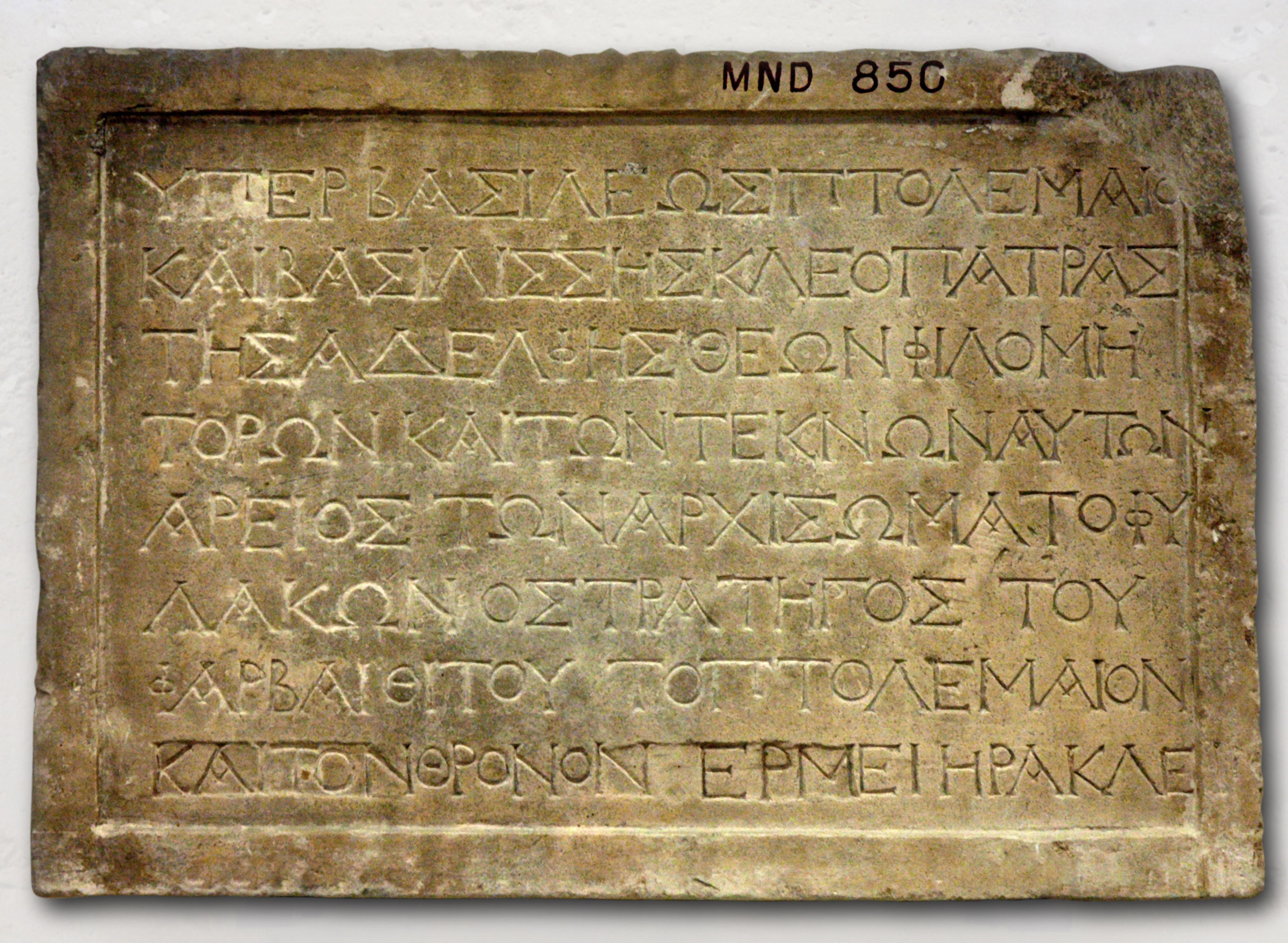
Griechische Inschrift mit Widmung an Ptolemaios VI. von Ägypten, 2. Jahrhundert v. Chr.

Im 3. Jahrhundert v. Chr. entwickelte Aristophanes von Byzanz in Alexandrien die Tonzeichen zur Unterscheidung der Töne. Diese ursprünglich als Lesehilfe gedachten Akzente benötigte man für poetische und Theatertexte, zumal der dezentralisierende Akzent einem zentralisierenden zu weichen begann. Die Minuskeln entwickelten sich erst in byzantinischer Zeit, wohl in Syrien im 9. Jahrhundert, aus einer Vereinfachung der Alltagsschrift (Kursive). Noch im 12. Jahrhundert wanderte das nicht ausgesprochene Iota unter den vorangehenden Vokal (Iota subscriptum).
In der Spätantike entstanden in Griechenland ähnlich wie im Westen Europas neue Schriftformen, die für die neuen Schreibstoffe und -techniken besser geeignet waren. Daraus ging die mittelalterliche griechische Buchschrift hervor, zunächst die sogenannten Unziale, dann über Zwischenstufen die Minuskel.

### Neuzeit
Während die Antike nur Großbuchstaben (Versalien) kannte, die für das Schreiben von Briefen und Büchern lediglich kursiver geschrieben wurden, entstanden mit der Minuskel erstmals jene Kleinbuchstaben (Gemeine), die noch heute in den griechischen Druckschriften fortleben. Die dabei übliche Zuordnung, Großbuchstaben am Beginn von Namen sowie gegebenenfalls von Sätzen zu verwenden, kam jedoch erst in der frühen Neuzeit auf; im Mittelalter wurden Handschriften zunächst vollständig in der Unziale, später vollständig in Minuskel geschrieben, wobei die Großbuchstaben höchstens für Überschriften und ähnliche Auszeichnungen gebraucht wurden.
In der frühen Neuzeit gab es in der gedruckten Schrift zahlreiche Ligaturen und Abkürzungen, die später wieder verschwanden. Einzig das Stigma (Ϛ, ϛ), die Ligatur aus Sigma und Tau, und die Verbindung aus Omikron und Ypsilon (Ȣ und ȣ, in moderner Typographie mit Ʊ und ʊ wiedergegeben) haben sich bis heute erhalten.
Gleichzeitig hat sich in Griechenland eine Schreibschrift herausgebildet, die teilweise auf andere Formen der griechischen Minuskeln zurückgeht als die heute übliche Druckschrift. Es existieren aber auch einige Varianten in der Druckschrift, die den schreibschriftlichen Formen ähneln, so ϑ für θ, ϰ für κ oder ϖ für π. Einige Buchstaben der Schreibschrift gleichen Formen der lateinischen Schreibschrift, so das Beta dem b, das Eta dem n oder das Psi dem y. Diese Schreibschrift, bei der nicht alle Buchstaben miteinander verbunden sind, ist auch die Grundlage der heutigen persönlichen Handschriften griechischer Schreiber.
Die in Spätantike und Mittelalter entwickelte Orthographie für das Altgriechische blieb auch für das Neugriechische zunächst verbindlich, obwohl viele Unterscheidungen phonetisch nicht mehr benötigt wurden. Erst 1982 vereinfachte man das Alphabet, indem man den Spiritus abschaffte und statt der drei Akzente einen einzigen, reinen Betonungsakzent einführte.

Beispiele nach Carl Faulmann
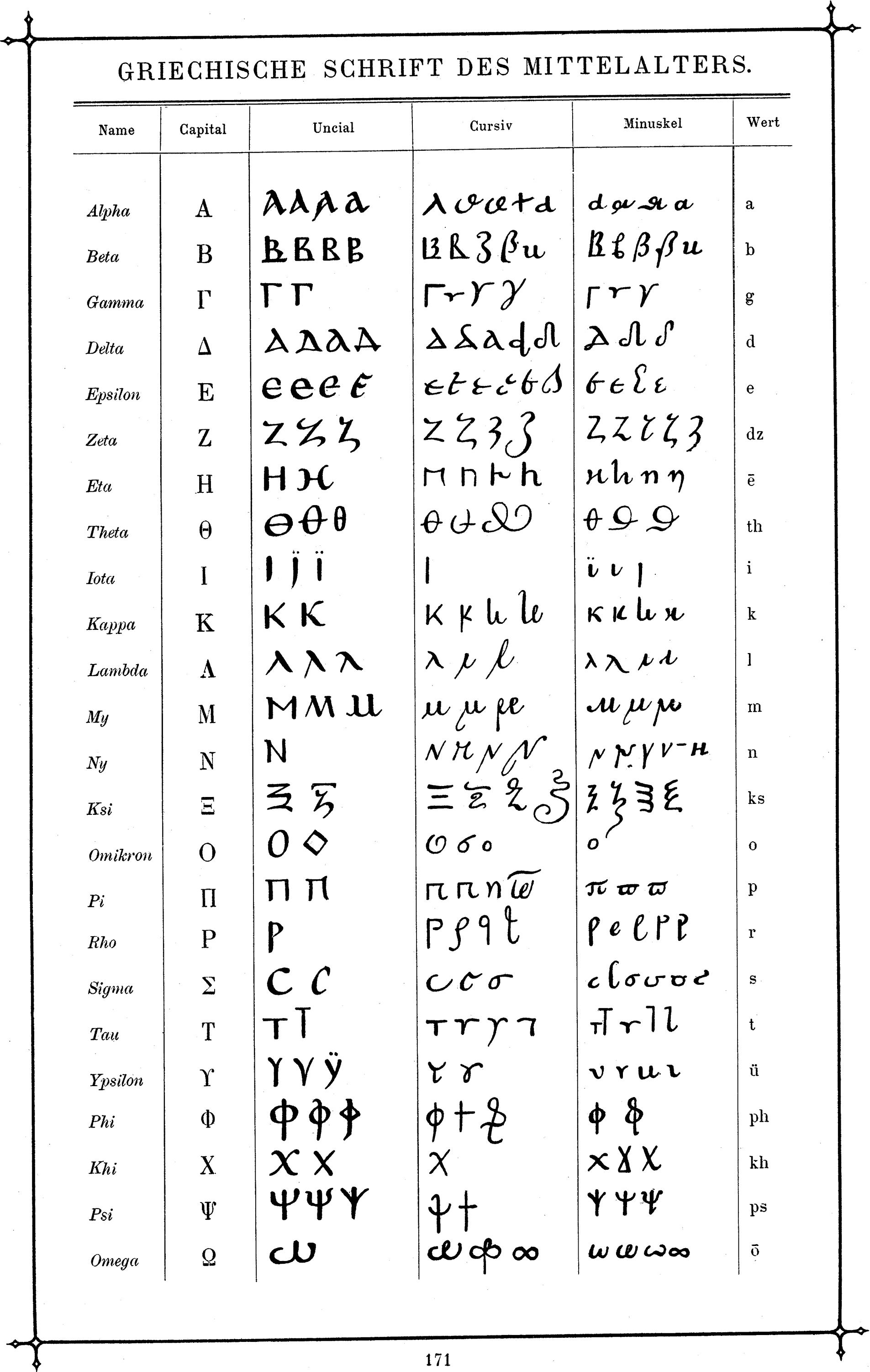
Mittelalterliche Schriftformen
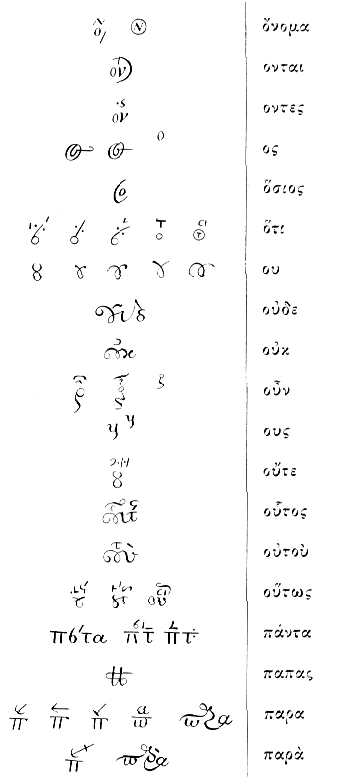
Ligaturen
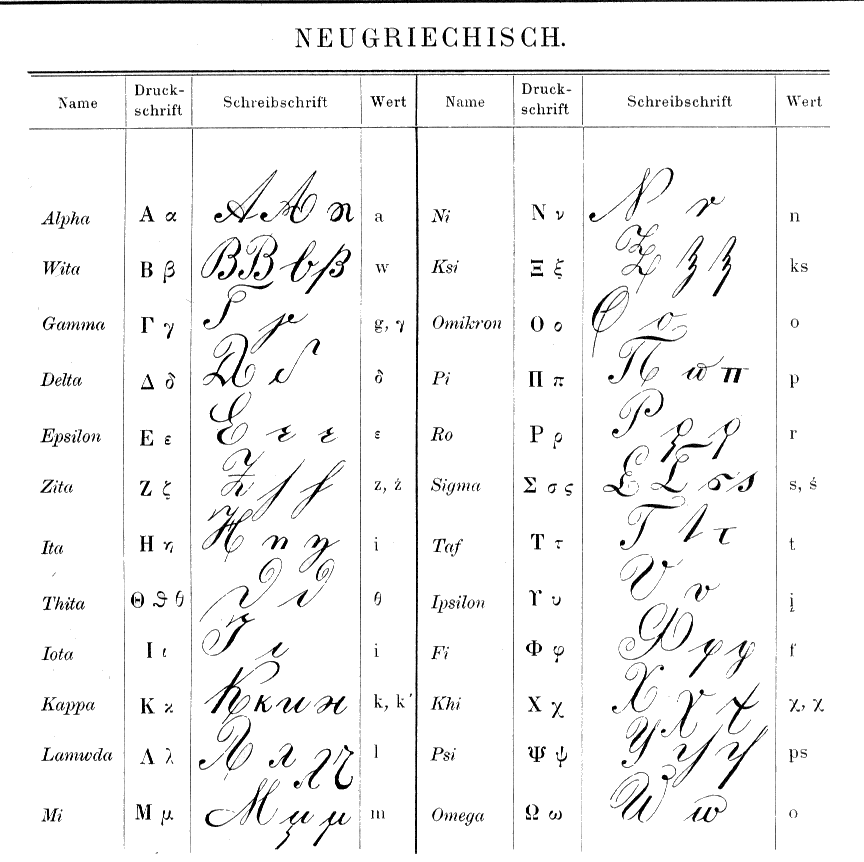
Schreibschrift

## Typografie
Der erste bekannte Druck mit Lettern in griechischer Schrift ist ein Ausschnitt aus dem platonischen Dialog Gorgias, enthalten in einer römischen Ausgabe der Noctes Atticae des Aulus Gellius aus dem Jahr 1469.
Im 16. Jahrhundert wirkte als bedeutendster Drucker mit griechischen Typen der Pariser Drucker Robert Estienne.

## Weitere Verwendung

### Verschriftung anderer Sprachen als das Griechische
Außer für das Griechische wurde das griechische Alphabet in der Antike auch für einige weitere antike Sprachen verwendet. Dazu gehörten in Kleinasien gesprochene Sprachen wie Phrygisch und Lydisch, die auf dem Balkan gesprochene thrakische Sprache sowie einige weitere ausgestorbene Sprachen wie Baktrisch in Zentralasien. Von allen diesen Sprachen sind jedoch nur spärliche Schriftquellen erhalten.

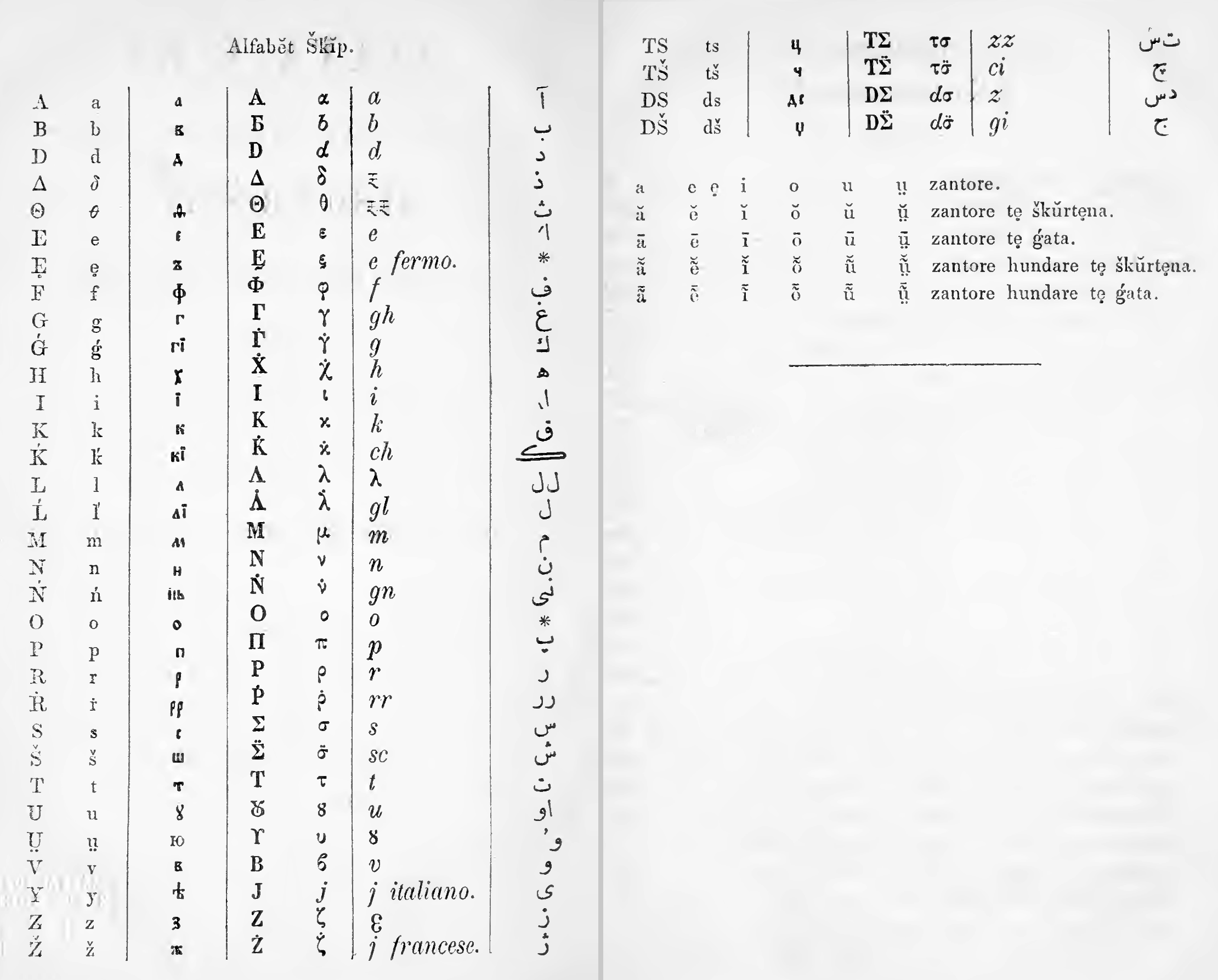
Albanisch-griechisches Alphabet (mittlere Spalte) neben anderen Alphabeten (1872)

Im 19. Jahrhundert verwendeten albanische orthodoxe Christen eine Erweiterung des griechischen Alphabets, das albanisch-griechische Alphabet.
Heute findet das griechische Alphabet im Sinne einer Schrift praktisch nur für die griechische Sprache Verwendung. Daneben werden nur vereinzelt einige in Griechenland gesprochene Minderheitensprachen wie Aromunisch oder Arvanitisch in griechischer Schrift aufgezeichnet. Außerdem schreiben die Karamanlı, eine christlich-orthodoxe Minderheit aus der Türkei, ihre türkische Mundart in griechischer Schrift. Bei allen diesen Minderheitensprachen ist allerdings die schriftliche Verwendung sehr selten.

### Verwendung griechischer Buchstaben in Wissenschaft und Technik
In Wissenschaft und Technik hat sich eine punktuelle Nutzung des griechischen Alphabets etabliert. Diese Entwicklung begann bereits in den frühmodernen Wissenschaften in Wechselwirkung mit dem etwa zeitgleich einsetzenden Humanismus, der das Studium antiker griechischer Autoren und Texte auch wissenschaftlicher Natur wiederbelebte. Entsprechend greifen auch heute noch mathematisch-naturwissenschaftliche Notationen oft auf griechische Buchstaben als Formelzeichen zurück. So werden Winkel meist mit griechischen Kleinbuchstaben bezeichnet. Viele spezielle Funktionen sind nach griechischen Buchstaben benannt bzw. werden mit ihnen bezeichnet, ebenso viele mathematische und physikalische Konstanten. Das wohl bekannteste Beispiel ist die Kreiszahl {\displaystyle \pi } (nicht zu verwechseln mit der vom gleichen griechischen Buchstaben abgeleiteten griechischen Minuskel {\displaystyle \varpi }, mit der seit Carl Friedrich Gauß die lemniskatische Konstante bezeichnet wird). Daher spielt das griechische Alphabet beim Formelsatz noch immer eine bedeutende Rolle.
Außerhalb der mathematisch-naturwissenschaftlichen Formelnotation wird das griechische Alphabet in wissenschaftlichen Bezeichnungssystemen häufig zum Ausdruck der Position oder Stellung bezeichneter Objekte in Rangfolgen und Größenfolgen bzw. Anordnungen und Konfigurationen verwendet. Gleichfalls üblich ist Vergabe von Bezeichnungen einfach nach der zeitlichen Vergabereihenfolge. Bekannte Beispiele sind:
- in Natur- und Humanwissenschaften sowie der Medizin:
  - die Bezeichnung von Anordnungen bzw. Stellungen in der Biologie und Chemie, siehe beispielsweise unter Ständigkeit,
  - die differenzierte Benennung ähnlicher Motive in der Sekundärstruktur von Polypeptidketten bzw. Proteinen,
  - in der Verhaltensforschung die Bezeichnung entsprechend sozialer Rangposition: „Alphatier“ als Leittier einer Gruppe, „Beta-Tiere“ mittleren Ranges und „Omega-Tiere“ als rangniedrigste Gruppenmitglieder,
  - die Bayer-Bezeichnung von Sternen in Sternbildern, bei der griechische Buchstaben für die Reihenfolge nach scheinbarer Helligkeit stehen,
  - in der Physik Alpha-, Beta- und Gammastrahlung,
  - die Bezeichnung der Varianten des Betacoronavirus SARS-CoV-2, das ab 2020 die COVID-19-Pandemie auslöste,
- in der Softwareentwicklung bezeichnen „Alpha“ und „Beta“ typische Entwicklungsstadien bzw. Reifegrade von noch unfertigen, aber bereits testweise einsetzbaren Softwareversionen.

### Verwendung griechischer Buchstaben in Kommunikation und Marketing
In den westlich geprägten Industrie- und Konsumgesellschaften, die in der Tradition klassisch-humanistischer Bildung stehen, finden die griechischen Buchstaben punktuell Verwendung in Kommunikation und Marketing – teils mit ihrer graphischen Darstellung als gestalterischem Akzent, teils mit ihrem in lateinischer Schrift ausgeschriebenen Namen:
- als typographisches Element in Logos,
- als Bestandteil von Firmen-, Projekt-, Produkt- und Markennamen (etwa für diverse Fahrzeugserien des italienischen Fahrzeugherstellers Lancia).

## Aus dem griechischen Alphabet abgeleitete Schriften
Das lateinische Alphabet geht über das von den Etruskern verwendete altitalische Alphabet auf eine westgriechische Variante zurück. Einige Unterschiede in Lautwert griechischer und lateinischer Zeichen erklären sich mit dem westgriechischen Ursprung; so stand X dort ebenso wie im Lateinischen für [ks] und nicht für [kʰ]. Andere Unterschiede sind der etruskischen Überlieferung geschuldet; z. B. verfügte die etruskische Sprache nicht über die Laute [g] und [w], weshalb den griechischen Buchstaben Γ und Ϝ die Lautwerte [k] bzw. [f] zugeordnet wurden. Die Römer übernahmen sie in Form der Buchstaben C und F. In späterer Zeit wurden die Buchstaben Y und Z direkt aus dem griechischen Alphabet übernommen, um griechische Lehnwörter wiedergeben zu können.
Das kyrillische Alphabet wurde im 10. Jahrhundert auf Grundlage einer griechischen Unzialschrift entwickelt. Zusätzlich zu den im griechischen Alphabet vorhandenen Zeichen enthält das kyrillische Alphabet für Laute, die im Griechischen nicht vorkamen, Zeichen aus dem glagolitischen Alphabet. Die Aussprache des Griechischen hatte sich zu dieser Zeit bereits gewandelt, weshalb etwa die kyrillischen Buchstaben В und И ebenso wie Β und Η im Mittel- und Neugriechischen als [v] und [i] ausgesprochen werden. Ursprünglich wurden auch diejenigen griechischen Buchstaben übernommen, deren Aussprache im Kirchenslawischen mit der anderer Lettern zusammenfiel, wie Ѳ (Fita), das auf das griechische Θ zurückging und [f] gesprochen wurde, und Ѡ (Omega). Nach der Oktoberrevolution wurden Ѳ (Fita) und Ѯ (Ksi) abgeschafft, im Russischen auch das І (Iota). Letzteres blieb aber im Ukrainischen, Belarussischen und Kasachischen als Vokal І (im Ukrainischen zudem als Ї), im Serbischen und Mazedonischen als Konsonant Ј erhalten.
Die Kopten in Ägypten verwenden für die mittlerweile nur noch als Sakralsprache benutzte koptische Sprache das koptische Alphabet. Dabei handelt es sich um eine Abwandlung des griechischen Alphabets, das mit Zeichen aus der altägyptischen demotischen Schrift erweitert wurde.
Die ausgestorbene gotische Sprache wurde mit dem gotischen Alphabet geschrieben. Dieses entwickelte im 4. Jahrhundert der Bischof Wulfila ebenfalls auf Grundlage des griechischen Alphabets. Daneben enthält die gotische Schrift Buchstaben, die aus dem lateinischen Alphabet oder der Runenschrift übernommen wurden.
Die armenische und die georgische Schrift wurden beide im 5. Jahrhundert vom Heiligen Mesrop neu entwickelt. Dabei zeigt vor allem die Reihenfolge der Buchstaben griechischen Einfluss. Ähnlich verhält es sich mit dem glagolitischen Alphabet, das im 9. Jahrhundert von Kyrill von Saloniki, nach dem das kyrillische Alphabet benannt ist, erschaffen wurde.

## Griechisch auf Computersystemen

### Kodierung
Für die Kodierung griechischer Zeichen wurden in den 1980er Jahren verschiedene 8-Bit-Zeichenkodierungen entwickelt, speziell ISO 8859-7 und Windows-1253. Diese sind ähnlich, aber inkompatibel, und enthalten nur die für das Neugrieschische benötigten Zeichen, also die Grundbuchstaben, den Hochpunkt als Satzzeichen, Vokale mit Tonos (Akut) sowie Iota und Ypsilon mit Dialytika (Trema).
Mit dem seit den 1990er Jahren entwickelten Unicode sind auch alle Buchstaben und Vokale mit einem oder mehreren Diakritika für die polytonische Orthographie verfügbar.

### Tastatureingabe
Die griechischen Zeichen können auf der Computertastatur mit einem Code eingeben werden. Die monotonischen Zeichen (ohne Akut) finden sich im Unicodeblock Griechisch und Koptisch, die polytonischen Zeichen (mit Diakritika) im Unicodeblock Griechisch, Zusatz. In vielen Textprogrammen können die Zeichen zusammen mit den Codes auch im Menüpunkt Sonderzeichen einfügen gefunden und generiert werden.
Beispiel: ά entsteht unter Windows in Microsoft Office durch
- Eingabe der Unicode-Sequenz (hexadezimal): 1F00 eintippen und anschließend Alt + c drücken,
- Eingabe der Unicode-Sequenz (dezimal): Alt-Taste gedrückt halten und gleichzeitig 7936 auf dem Ziffernblock eingeben (Num-Taste muss dabei aktiviert sein): Alt + 7936

Zu Eingabemethoden für andere Betriebs- und Textsysteme siehe unter Unicode, Verwendung auf Computersystemen.
Unter Windows gibt es unverändert seit Windows 98 eine praktikable Methode. Es lassen sich fast alle griechischen Zeichen durch bestimmte Tastenkombinationen erzeugen. Voraussetzung ist, dass statt der Deutsch-Tastatur die griechische, genauer „Griechisch (Polytonisch)“-Tastatur, angewählt und benutzt wird, möglicherweise muss sie dazu über die Systemeinstellungen heruntergeladen und hinzugefügt werden.
- Beispiele: ά wird generiert durch die Eingabe von öa, ᾴ durch die Eingabe von Alt Gr + q und folgendem a im Dokument bei eingeschalteter „Griechisch (Polytonisch)“-Tastatur.

Mit der deutschen Standard-Tastaturbelegung E1 können griechische Buchstaben eingegeben werden. Dabei wird die „Horn-und-Griechisch-Wahltaste“  (Alt Gr + ü) und anschließend eine andere Taste betätigt, die den griechischen Buchstaben auswählt. Diese Methode eignet sich eher für Eingabe einzelner griechischer Buchstaben (beispielsweise in wissenschaftlichen Texten) als für die Eingabe längerer Texte.

### Eingabe in TeX und LaTeX
In TeX, das als Textsatzsystem zu Zeiten entwickelt wurde, als Computer einen sehr beschränkten Speicher besaßen, wurden ausschließlich für den Einsatz im systemeigenen Mathematikmodus (für den Formelsatz) eigene Befehle allein für diejenigen griechischen Buchstaben definiert, die sich von optischen Pendants aus dem lateinischen Alphabet unterscheiden (eine nichtlateinische Schrift vorzugeben, war ebenfalls nicht möglich); wegen der geplanten Verwendung in mathematischen Formeln wurden die Kleinbuchstaben zusätzlich so definiert, dass sie kursiv dargestellt werden. Im auf TeX aufbauenden LaTeX wurden diese Einschränkungen später mit Hilfe diverser Zusatzpakete aufgehoben. In modernen LaTeX-Varianten kann Griechisch direkt eingegeben werden, für den gelegentlichen Einsatz und für den Formelsatz werden die Befehle jedoch weiterhin benötigt (siehe auch Griechische Buchstaben im Formelsatz).
| Buchstabe   | Unicode- Darstellung | LaTeX-Syntax | Darstellung mit MediaWiki (*) |
| ----------- | -------------------- | ------------ | ----------------------------- |
| Alpha       | Α                    | \Alpha (x)   | {\displaystyle \mathrm {A} }  |
| Beta        | Β                    | \Beta (x)    | {\displaystyle \mathrm {B} }  |
| Gamma       | Γ                    | \Gamma       | {\displaystyle \Gamma }       |
| Delta       | Δ                    | \Delta       | {\displaystyle \Delta }       |
| Epsilon     | Ε                    | \Epsilon (x) | {\displaystyle \mathrm {E} }  |
| Zeta        | Ζ                    | \Zeta (x)    | {\displaystyle \mathrm {Z} }  |
| Eta         | Η                    | \Eta (x)     | {\displaystyle \mathrm {H} }  |
| Theta       | Θ                    | \Theta       | {\displaystyle \Theta }       |
| Iota        | Ι                    | \Iota (x)    | {\displaystyle \mathrm {I} }  |
| Kappa       | Κ                    | \Kappa (x)   | {\displaystyle \mathrm {K} }  |
| Lambda      | Λ                    | \Lambda      | {\displaystyle \Lambda }      |
| My          | Μ                    | \Mu (x)      | {\displaystyle \mathrm {M} }  |
| Ny          | Ν                    | \Nu (x)      | {\displaystyle \mathrm {N} }  |
| Xi          | Ξ                    | \Xi          | {\displaystyle \Xi }          |
| Omikron     | Ο                    | \Omicron (x) | {\displaystyle \mathrm {O} }  |
| Pi          | Π                    | \Pi          | {\displaystyle \Pi }          |
| Rho         | Ρ                    | \Rho (x)     | {\displaystyle \mathrm {P} }  |
| Sigma       | Σ                    | \Sigma       | {\displaystyle \Sigma }       |
| Tau         | Τ                    | \Tau (x)     | {\displaystyle \mathrm {T} }  |
| Ypsilon (I) | Υ                    | \Upsilon     | {\displaystyle \Upsilon }     |
| Phi         | Φ                    | \Phi         | {\displaystyle \Phi }         |
| Chi         | Χ                    | \Chi (x)     | {\displaystyle \mathrm {X} }  |
| Psi         | Ψ                    | \Psi         | {\displaystyle \Psi }         |
| Omega       | Ω                    | \Omega       | {\displaystyle \Omega }       |

| Buchstabe | Unicode- Darstellung | LaTeX-Syntax             | Darstellung mit MediaWiki (*)                          |
| --------- | -------------------- | ------------------------ | ------------------------------------------------------ |
| alpha     | α                    | \alpha                   | {\displaystyle \alpha }                                |
| beta      | β                    | \beta                    | {\displaystyle \beta }                                 |
| gamma     | γ                    | \gamma                   | {\displaystyle \gamma }                                |
| delta     | δ                    | \delta                   | {\displaystyle \delta }                                |
| epsilon   | ε ϵ                  | \varepsilon (V) \epsilon | {\displaystyle \varepsilon } {\displaystyle \epsilon } |
| zeta      | ζ                    | \zeta                    | {\displaystyle \zeta }                                 |
| eta       | η                    | \eta                     | {\displaystyle \eta }                                  |
| theta     | θ ϑ                  | \theta \vartheta (V)     | {\displaystyle \theta } {\displaystyle \vartheta }     |
| iota      | ι                    | \iota                    | {\displaystyle \iota }                                 |
| kappa     | κ ϰ                  | \kappa \varkappa (x)     | {\displaystyle \kappa } {\displaystyle \varkappa }     |
| lambda    | λ                    | \lambda                  | {\displaystyle \lambda }                               |
| my        | μ                    | \mu                      | {\displaystyle \mu }                                   |
| ny        | ν                    | \nu                      | {\displaystyle \nu }                                   |
| xi        | ξ                    | \xi                      | {\displaystyle \xi }                                   |
| omikron   | ο                    | \omicron (x)             | {\displaystyle \mathrm {o} }                           |
| pi        | π ϖ                  | \pi \varpi               | {\displaystyle \pi } {\displaystyle \varpi }           |
| rho       | ρ ϱ                  | \rho \varrho (V)         | {\displaystyle \rho } {\displaystyle \varrho }         |
| sigma     | σ ς                  | \sigma \varsigma         | {\displaystyle \sigma } {\displaystyle \varsigma }     |
| tau       | τ                    | \tau                     | {\displaystyle \tau }                                  |
| ypsilon   | υ                    | \upsilon                 | {\displaystyle \upsilon }                              |
| phi       | φ ϕ                  | \varphi (V) \phi         | {\displaystyle \varphi } {\displaystyle \phi }         |
| chi       | χ                    | \chi                     | {\displaystyle \chi }                                  |
| psi       | ψ                    | \psi                     | {\displaystyle \psi }                                  |
| omega     | ω                    | \omega                   | {\displaystyle \omega }                                |

Anmerkungen: